# Pius Maritim
Pius Maritim (* 1974) ist ein kenianischer Marathonläufer.
2004 gewann er den Ferrara-Marathon mit seiner persönlichen Bestzeit von 2:13:03 h und wurde Zweiter beim Košice-Marathon. 2005 und 2006 siegte er beim Neapel-Marathon, 2006 beim Reims-Marathon.